# Grete von Urbanitzky-Passini
Grete von Urbanitzky-Passini   (Linz, 9 de juliol de 1891 - Ginebra, 4 de novembre de 1974) fou una escriptora i compositora musical austríaca. Descendent d'una noble família que ja existia en el segle xv, es casà el 1920 amb el doctor Passini, de Viena. Grete von Urbanitzky va estudiar a la Universitat de Zúric i, després, a la Universitat de Viena, llengües orientals, germanística i etnologia. Acabats els seus estudis fou, durant un any, redactora de la Wiener Allgemeine Künstler Zeitung i més endavant redactora en cap de l'Oesterreich Ungarische Finanzpresse.
Compongué les obres musicals: Einst und Jetzt; Komme d. Lockendes Frühl. Kind; D. Wachmann kommt; D. Kroaten; Ironie; D. Teepupped d. Kais; etc. Entre les seves obres literàries hi ha: Sehnsucht (1911); Wenn d. Weiber Menschen werden (1914); D. Kaiser junge Soldat (1915); D. Wilde Tier (1919); D. And Blut (1920, novel·la); D. Verflog, Vogel (1920, poema); Ausgew, Gedichte (1920); Auswanderer (1921, novel·la); Das Jahr der Maria (1921, poema); Masken der Liebe (1922, conte); Die goldene Peitsche(1922, novel·la); Maria Alborg (1923, novel·la); Mirjams Sohn (1926, novel·la). A més, va fer una edició de l'obra Lydia Sergijewna, de Claudi Anet (1925). També és autora d'un considerable nombre d'articles sobre cultura política, assaigs sobre etnografia, crítiques de llibres i articles de crítica teatral en diverses revistes i diaris.